# Luna di fuoco
Luna di fuoco è un romanzo di fantascienza di Virginio Marafante pubblicato nel 1991, vincitore della seconda edizione del Premio Urania del 1990.

## Storia editoriale
Il romanzo, dopo avere vinto la seconda edizione del Premio Urania del 1990, uscì in edicola il 25 agosto 1991 nella collana Urania (n. 1160) della Mondadori, con copertina di Vicente Segrelles. 
Nel maggio 2019 è stato ripubblicato in versione digitale (e-pub e Kindle) da Delos Digital, nella collana Odissea Digital Fantascienza, con una nuova introduzione dell'autore.

## Trama
Gilberto Danahe, celebre ingegnere minerario in congedo, viene richiamato per guidare l'operazione «Prometeo», un progetto estremo che intende scindere la luna di Giove Io in due metà per sfruttarne il nucleo ricco di elio-3 e aprire una rotta commerciale stabile verso l'esterno del sistema solare.
Durante i preparativi, una serie di eruzioni impreviste e la scomparsa di diversi tecnici rivelano l'esistenza di una complessa rete di cavità artificiali sotto la crosta lunare. Analisi successive individuano segnali coerenti con forme di vita indigene al silicio, sopravvissute nelle zone magmatiche per milioni di anni.
Fra sabotaggi, pressioni politiche e il rischio di un disastro ambientale su scala planetaria, Danahe tenta di negoziare un contatto con gli esseri, scoprendo che l'energia delle trivellazioni sta distruggendo il loro ecosistema. Il protagonista decide di interrompere l'operazione e distruggere i detonatori, sacrificando la propria carriera per evitare l'estinzione della specie aliena.

## Personaggi
Gilberto DanaheIngegnere minerario e protagonista, incaricato di coordinare l'operazione su Io.

## Critica
L'opera è stata definita «un classico della fantascienza italiana» e un «thriller spaziale dal ritmo incalzante» da Fantascienza.com.  
Lo studioso Jadel Andreetto la cita come «classica avventura nello spazio» e nota che non replicò l'exploit commerciale del primo Premio Urania, pur consolidando la presenza di autori italiani nella collana.

## Riconoscimenti
- Premio Urania – 2ª edizione (1990).[4]

## Edizioni
- Virginio Marafante, Luna di fuoco, in Urania, n. 1160, Mondadori, 1991.
- Virginio Marafante, Luna di fuoco, collana Odissea Digital Fantascienza, Delos Digital, 2019, ISBN 9788825409079.